# Braunscheitellerche

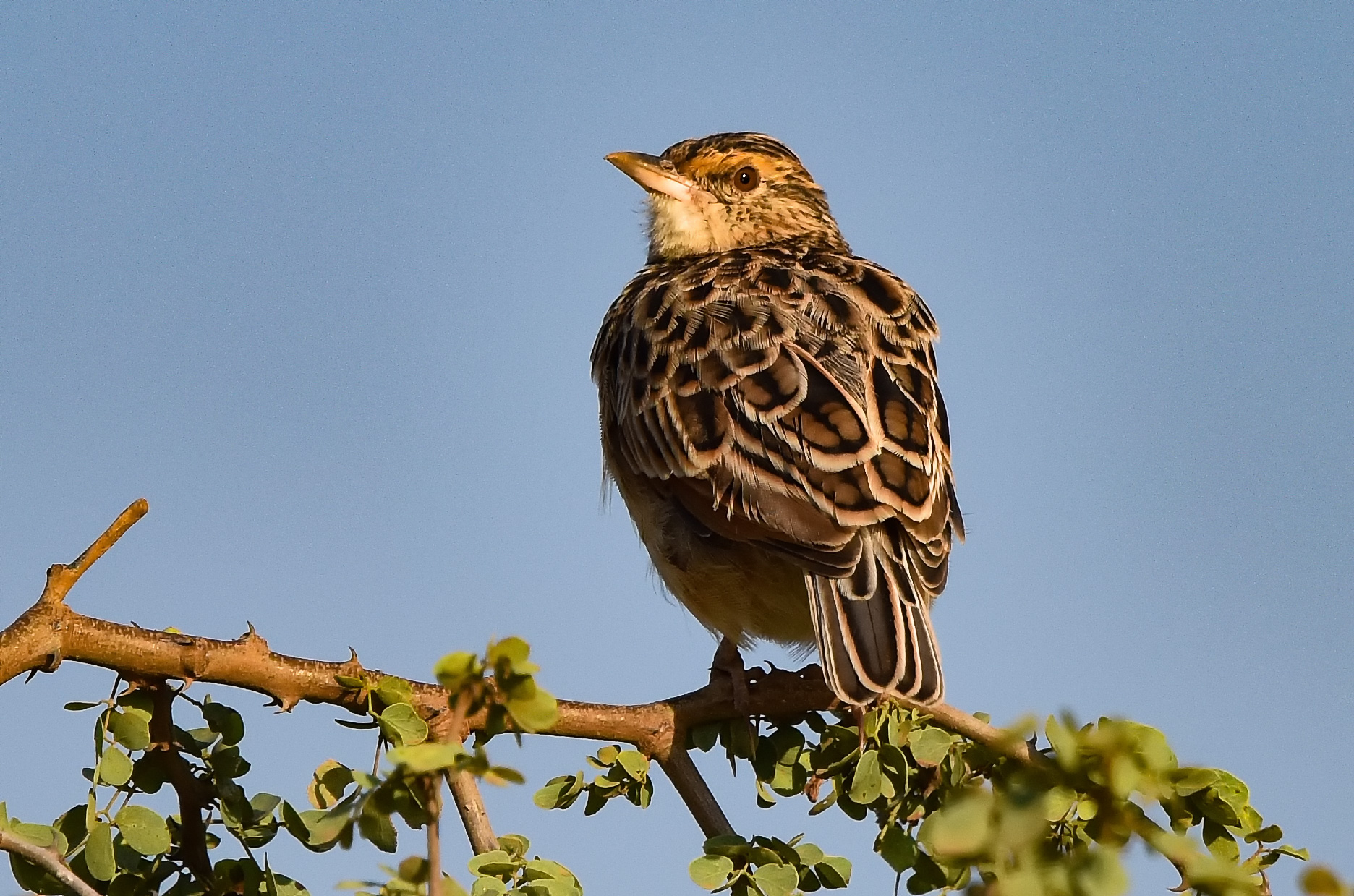
Braunscheitellerche, Weibchen

Die Braunscheitellerche (Eremopterix leucopareia) ist eine Art aus der Familie der Lerchen. Sie ist eine sehr kleine, finkenähnliche Lerche mit dickem kurzem Schnabel. Ihr Verbreitungsgebiet liegt im Osten Afrikas. Es werden keine Unterarten unterschieden.
Die IUCN stuft die Braunscheitellerche als ungefährdet (least concern) ein.

## Stellung in der GattungEremopterix
Die Stellung der Braunscheitellerche innerhalb der Gattung Eremopterix ist noch nicht geklärt. Einige Autoren halten es für denkbar, dass die Braunscheitellerche mit der Weißstirnlerche und der Graurückenlerche eine Superspecies bildet. Andere Autoren sind der Ansicht, dass die Braunscheitellerche mit der Grauscheitellerche eine Superspecies bildet.

## Merkmale
Die Braunscheitellerche erreicht eine Körperlänge von etwa 10,3 bis 12 Zentimetern, wovon 3,9 bis 4,7 Zentimeter auf den Schwanz entfallen. Der Schnabel misst vom Schädel aus gemessen 1,1 bis 1,3 Zentimeter. Er ist etwas weniger dick als bei anderen Arten der Gattung Eremopterix. Es besteht ein ausgeprägter Geschlechtsdimorphismus.
Beim Männchen sind der Scheitel, der Nacken und der Hals braun bis kastanienbraun. Auf dem Hinterscheitel sind sie schwärzlich gestrichelt. Die Wangen und die Ohrdecken sind weißlich mit einer gelbbraunen bis orangefarbenen Überwaschung. Das Gesicht ist ansonsten schwarz, ein schwarzer Halbring befindet sich außerdem am Hinterhals.
Der Mantel und der Rücken sind graubraun, wobei die einzelnen Federn dunkle Federmitten haben. Die Oberschwanzdecken sind hellbraun, haben jedoch helle Säume. Das Kinn und die Kehle sind schwarzbraun, die Halsseiten sind dunkelbraun. Die Brust ist gelblich braun, der Bauch weißlich. Von der oberen Brust bis zum Unterbauch verläuft in der Körpermitte ein dunkelbraunes bis schwarzes Band. Die Unterschwanzdecken sind ebenfalls dunkelbraun. Die Hand- und Armschwingen sind dunkelbraun mit rötlichen Säumen auf den Außenfahnen. Der Schwanz ist dunkelbraun, wobei bei der sechsten (äußersten) Steuerfeder die Außenfahne überwiegend und bei der fünften Steuerfeder etwa die Hälfte der Außenfahne rotbraun ist. Der Schnabel ist hornfarben mit einer dunkleren Spitze. Die Iris ist braun.
Das Weibchen hat einen graubraunen Kopf, der durch die dunklen Federschäfte und Federmitten gestrichelt wirkt. Der Überaugenstreif ist fast nicht erkennbar, die Wangen sind gelblich braun bis braun. Die übrige Körperoberseite ist graubraun mit dunklen Federmitten und hellen Säumen. Insgesamt ist die Körperoberseite heller als beim Männchen.
Das Kinn ist weiß, die Kehle und die Brust sind gelblich braun, zum Bauch hin hellt die Gefiederfärbung auf und ist dann weißlich. Die Halsseiten sind braun mit einem orangefarbenen Anflug. Ähnlich wie beim Männchen findet sich auf der Körperunterseite ein dunkelbraunes Band, das von der Mitte der unteren Brust und über den Bauch verläuft. Die Schwanzfedern sind dunkelbraun, die Außenfahne der sechsten (äußersten) Steuerfeder ist gelblich-weiß bis weiß.
Jungvögel ähneln zunächst dem adulten Weibchen, haben aber auf der Körperoberseite weißlich Federspitzen.

## Verbreitungsgebiet und Lebensraum

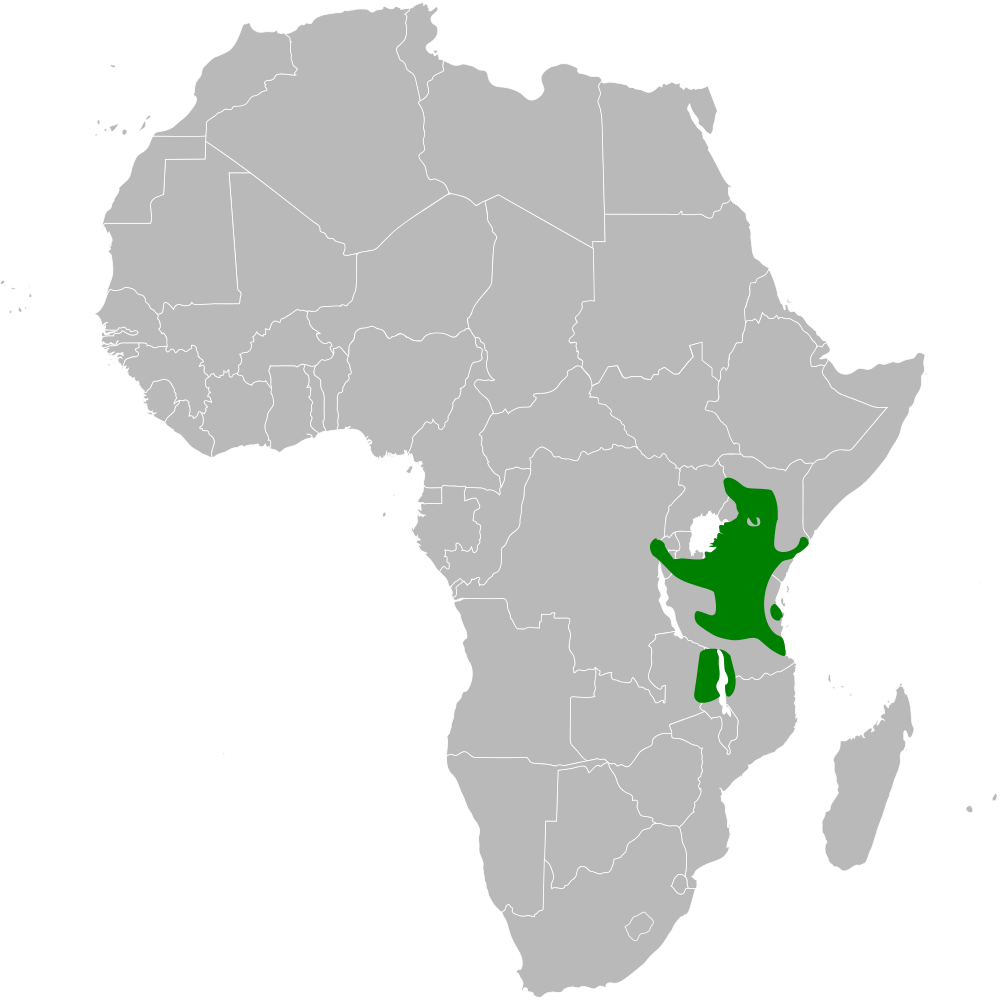
Verbreitungsgebiet der Braunscheitellerche

Die Braunscheitellerche kommt von dem äußersten Nordosten Ugandas, dem Westen Kenias bis Tansania, dem äußersten Norden von Sambia, Ruanda und dem Norden Malawis vor. Außerhalb der Brutzeit ziehen sie in ihrem Verbreitungsgebiet nomadisierend umher. Sie erreichen dabei auch gelegentlich den Süden von Malawi.
Der Lebensraum der Braunscheitellerche sind Savannen mit einer kurzwüchsigen Grasvegetation und kahlen sandigen Flächen. Nordöstlich des Victoria-Sees ist die Braunscheitellerche sehr häufig und kommt dort in Höhenlagen bis maximal 1800 Meter vor. In Malawi ist sie dagegen gewöhnlich nur in Höhenlagen unterhalb von 900 Meter anzutreffen. Sie kommt dort auch in Gärten, auf Agrarflächen, den Böschungen entlang von Straßen und auf Flugplätzen vor.

## Lebensweise
Braunscheitellerchen fressen überwiegend Grassamen, während Insekten in ihrer Ernährung keine so große Rolle spielen. Auch während der Brutzeit werden sie in kleinen Trupps beobachtet. Die Balz findet überwiegend auf dem Boden, vereinzelt aber auch auf dicken Ästen statt.
Die Brutzeit fällt im Norden des Verbreitungsgebietes in den Zeitraum Februar und Juli und liegt damit in der Regenzeit. Im zentralen und südlichen Teil des Verbreitungsgebietes brüten sie dagegen in der Trockenzeit und damit im Zeitraum April bis August. Wie alle Lerchen ist auch die Braunscheitellerche ein Bodenbrüter. Das lerchentypische Nest wird in einer selbst gescharrten Mulde gebaut und ist nicht von Gräsern überwölbt. Das Gelege besteht aus zwei bis drei Eier. Ein Ei hat ein Frischvollgewicht von 1,42 Gramm.

## Einzelbelege
1. 1 2  Pätzold: Kompendium der Lerchen. S. 166.
2. 1 2 3 4 5 6 7 8   Handbook of the Birds of the World zur Braunscheitellerche, aufgerufen am 14. März 2017
3. ↑  Pätzold: Kompendium der Lerchen. S. 165.
4. 1 2 3  Pätzold: Kompendium der Lerchen. S. 167.